# 客家委員會客家文化發展中心
24°27′46″N 120°46′15″E / 24.462672°N 120.770737°E
客家委員會客家文化發展中心，簡稱客家文化發展中心，是中華民國客家委員會下轄機關，落座於苗栗縣銅鑼鄉的新竹科學園區銅鑼園區內。轄下有臺灣客家文化館及六堆客家文化園區兩客家場區，負責宣傳臺灣客家文化、研究推廣客家文化、促進國際學術交流合作。

## 成立
2001年，行政院客家委員會成立，2002年起，客委會接續屏東縣及苗栗縣政府原擬興建南（六堆）北（銅鑼）兩客家文化園區的籌設、工程興建及營運規劃工作。2004年2月兩園區升為國家級文化設施，次月成立「臺灣客家文化中心籌備處」為兩園區籌建及營運事務的專責單位。
2011年10月22日六堆客家文化園區開園；2012年1月1日因行政院組織再造，「行政院客家委員會」改制為客家委員會。籌備處也配合改制為「客家委員會客家文化發展中心」，5月12日臺灣客家文化館開園。

## 期刊
2021年11月，客家文化發展中心發行《客･觀》雜誌，此雜誌刊登兼具科普與學術專業的客家研究文字，包括客家與其周邊族群的關係與故事，以及客家博物館相關實務與學術討論。

## 外部連結
- 客家委員會客家文化發展中心全球資訊網 （页面存档备份，存于）